# مطار فهود
مطار فهود (إياتا: FAU، إكاو:OOFD) هو مطار يخدم مدينة فهود ومنشأة البترول في عمان. يقع في الصحراء على بعد 3 كيلومترات (2 ميل) شمال غرب المدينة.

## تأسيسه
قبل عام 2008، وعلى مدى أكثر من 30 عامًا، استخدمت شركة تنمية نفط عمان مهابط طائرات غير ممهدة، منتشرة في جميع أنحاء مناطق امتيازها، لهبوط الطائرات التي كانت تستخدم لنقل الموظفين وموظفي المقاولين إلى حقول النفط. ومع ذلك، قامت شركة تنمية نفط عمان مؤخرًا ببناء ثلاثة مطارات جديدة تلبي معايير منظمة الطيران المدني الدولي والمعايير الوطنية في مرمول وفهود وقرن علم.
تم الانتهاء من المطارات وإصدار شهادة رسمية للاستخدام التشغيلي من قبل الهيئة الوطنية DGSAS اعتبارًا من الربع الأول من عام 2008. تم بناء هذه المطارات لتسهيل التشغيل السلس للطائرات النفاثة الحديثة، لمواصلة نقل شركة تنمية نفط عمان وموظفي المقاولين من وإلى حقول النفط في بيئة أكثر راحة. في عام 2019، تم التعاقد على تشغيل وإدارة هذه المطارات مع مطارات عمان.

## أنظر أيضا
- النقل والمواصلات في سلطنة عمان.
- قائمة مطارات سلطنة عمان.

## روابط خارجية
- تاريخ الحوادث لـ (Fahud Airport) على شبكة سلامة الطيران.